# Fernandocrambus glareola
Fernandocrambus glareola là một loài bướm đêm trong họ Crambidae.